# Donja Zelina
Donja Zelina je naseljeno mjesto u Republici Hrvatskoj u Zagrebačkoj županiji. 

## Zemljopis
Administrativno je u sastavu grada Svetog Ivana Zeline. Naselje se proteže na površini od 4,66 km². 

## Poznate osobe
- Ivana Hirschmann, hrv. gimnastičarka, prva profesorica tjelesnog odgoja u Hrvatskoj

## Stanovništvo
Prema popisu stanovništva iz 2001. godine u Donjoj Zelini živi 731 stanovnik i to u 221 kućanstvu. Gustoća naseljenosti iznosi 156,87 st./km².
| broj stanovnika | 54    |       |       | 73    | 55    | 60    | 57    | 89    | 111   | 133   | 141   | 308   | 454   | 538   | 731   | 847   | 786   |
|                 | 1857. | 1869. | 1880. | 1890. | 1900. | 1910. | 1921. | 1931. | 1948. | 1953. | 1961. | 1971. | 1981. | 1991. | 2001. | 2011. | 2021. |

## Znamenitosti
- Crkva sv. Nikole, zaštićeno kulturno dobro
- Crkva sv. Ane, zaštićeno kulturno dobro
- Kurija Domjanić, zaštićeno kulturno dobro